# Владимир Оташевић
Владимир Оташевић (Нова Варош, 8. јуна 1986) бивши је српски фудбалер.

## Каријера
Оташевић је прошао млађе селекције чачанског Борца, а своју сениорску каријеру започео је у екипи Металца из Горњег Милановца. Ту је од 2004. у континуитету одиграо преко 200 утакмица, почевши од Српске лиге Запад до Суперлиге Србије. У Металцу је носио и капитенску траку, а клуб је напустио 2011. године, после чега је неко време провео на проби у екипи Партизана. Како са Партизаном није потписао уговор, истог лета је приступио суботичком Спартаку. У Спартаку се задржао нешто више од годину дана, после чега је потписао двогодишњи уговор са Радничким из Крагујевца.
Услед мање проведених минута на терену и дуговања клуба према играчу, Оташевић је Арбитражној комисији Фудбалског савеза Србије поднео захтев за раскид уговора. Клуб је крајем 2013. напустио као слободан играч на штету клуба, те је Раднички имао обавезу исплате заосталих зарада. Оташевић је потом потписао за Нови Пазар. Због повреде главе задобијене у дуелу са Предрагом Јовићем, против свог бившег клуба, Радничког из Крагујевца крајем августа 2015, Оташевић је пропустио остатак календарске године.
Почетком наредне године отишао је из Новог Пазара, а убрзо након тога појачао је екипу Младости из Лучана. У Металац из Горњег Милановца вратио се након поновног уласка тог клуба у највиши степен такмичења, лета 2017. године. У екипи је био стандардан до пролећа 2019, када је руководство клуба суспендовало њега и још двојицу саиграча, Ивицу Јовановића и Петра Павловића. Крајем лета исте године прешао је у чачански Борац, где се задржао до краја наредне календарске године. У фебруару 2019. је по други пут у својој каријери постао играч суботичког Спартака. Ту је провео наредних сезону и по, а после истека уговора клуб је напустио као слободан играч. У јуну 2020. договорио је једногодишњу сарадњу са ивањичким Јавором. Активну играчку каријеру окончао по завршетку календарске 2020. године. Недуго затим постао је помоћник Владимира Гаћиновића у стручном штабу Радничког из Ниша, а нешто касније и суботичког Спартака.

## Статистика

### Клупска
Ажурирано 8. јануара 2021.
|                         |          |     |    |    |   |   |   |   |   |     |    |  |  |  |
| Металац Горњи Милановац | 2004/05. | 29  | 1  | —  | — | — | — | — | — | 29  | 1  |  |  |  |
| Металац Горњи Милановац | 2005/06. | 29  | 0  | —  | — | — | — | — | — | 29  | 0  |  |  |  |
| Металац Горњи Милановац | 2006/07. | 31  | 1  | —  | — | — | — | — | — | 31  | 1  |  |  |  |
| Металац Горњи Милановац | 2007/08. | 30  | 1  | —  | — | — | — | — | — | 30  | 1  |  |  |  |
| Металац Горњи Милановац | 2008/09. | 31  | 3  | —  | — | — | — | — | — | 31  | 3  |  |  |  |
| Металац Горњи Милановац | 2009/10. | 29  | 0  | —  | — | — | — | — | — | 29  | 0  |  |  |  |
| Металац Горњи Милановац | 2010/11. | 28  | 2  | 1  | 1 | — | — | — | — | 29  | 3  |  |  |  |
|                         |          |     |    |    |   |   |   |   |   |     |    |  |  |  |
| Спартак Суботица        | 2011/12. | 27  | 0  | 3  | 0 | — | — | — | — | 30  | 0  |  |  |  |
| Спартак Суботица        | 2012/13. | 2   | 0  | —  | — | — | — | — | — | 2   | 0  |  |  |  |
|                         |          |     |    |    |   |   |   |   |   |     |    |  |  |  |
| Раднички Крагујевац     | 2012/13. | 15  | 1  | 1  | 0 | — | — | — | — | 16  | 1  |  |  |  |
| Раднички Крагујевац     | 2013/14. | 4   | 0  | 0  | 0 | — | — | — | — | 4   | 0  |  |  |  |
| Раднички Крагујевац     | Укупно   | 19  | 1  | 1  | 0 | — | — | — | — | 20  | 1  |  |  |  |
|                         |          |     |    |    |   |   |   |   |   |     |    |  |  |  |
| Нови Пазар              | 2013/14. | 12  | 1  | —  | — | — | — | — | — | 12  | 1  |  |  |  |
| Нови Пазар              | 2014/15. | 2   | 0  | 0  | 0 | — | — | — | — | 2   | 0  |  |  |  |
| Нови Пазар              | Укупно   | 14  | 1  | 0  | 0 | — | — | — | — | 14  | 1  |  |  |  |
|                         |          |     |    |    |   |   |   |   |   |     |    |  |  |  |
| Младост Лучани          | 2014/15. | 13  | 0  | —  | — | — | — | — | — | 13  | 0  |  |  |  |
|                         |          |     |    |    |   |   |   |   |   |     |    |  |  |  |
| Металац Горњи Милановац | 2015/16. | 31  | 2  | 0  | 0 | — | — | — | — | 31  | 2  |  |  |  |
| Металац Горњи Милановац | 2016/17. | 27  | 2  | 0  | 0 | — | — | — | — | 27  | 2  |  |  |  |
| Металац Горњи Милановац | Укупно   | 265 | 12 | 1  | 1 | — | — | — | — | 266 | 13 |  |  |  |
|                         |          |     |    |    |   |   |   |   |   |     |    |  |  |  |
| Борац Чачак             | 2017/18. | 18  | 0  | 1  | 0 | — | — | — | — | 19  | 0  |  |  |  |
| Борац Чачак             | 2018/19. | 21  | 3  | 2  | 0 | — | — | — | — | 23  | 3  |  |  |  |
| Борац Чачак             | Укупно   | 39  | 3  | 3  | 0 | — | — | — | — | 42  | 3  |  |  |  |
|                         |          |     |    |    |   |   |   |   |   |     |    |  |  |  |
| Спартак Суботица        | 2018/19. | 13  | 1  | 0  | 0 | — | — | — | — | 13  | 1  |  |  |  |
| Спартак Суботица        | 2019/20. | 25  | 2  | 0  | 0 | — | — | — | — | 25  | 2  |  |  |  |
| Спартак Суботица        | Укупно   | 67  | 3  | 3  | 0 | — | — | — | — | 70  | 3  |  |  |  |
|                         |          |     |    |    |   |   |   |   |   |     |    |  |  |  |
| Јавор Ивањица           | 2020/21. | 11  | 1  | 2  | 0 | — | — | — | — | 13  | 1  |  |  |  |
|                         |          |     |    |    |   |   |   |   |   |     |    |  |  |  |
| Каријера                | Каријера | 428 | 21 | 10 | 1 | — | — | — | — | 438 | 22 |  |  |  |
|                         |          |     |    |    |   |   |   |   |   |     |    |  |  |  |

1. 1 2  Укључује све сезоне у којима је наступао за клуб.[7]

## Трофеји и награде

### Клупски
Металац Горњи Милановац
- Српска лига Запад: 2006/07.[35]

### Појединачно
- Играч кола у Суперлиги Србије (1)[6]